# Пичужкина, Наталья Сергеевна
Наталья Сергеевна Пичужкина (род. 23 октября 1984) — российская дзюдоистка, серебряный (2005) и бронзовый (2002, 2006) призёр первенств России среди молодёжи, серебряный (2006) и бронзовый (2005) призёр чемпионатов России среди взрослых, бронзовый призёр этапа Кубка мира 2006 года в Софии, мастер спорта России. Выступала в средней весовой категории (до 70 кг). Оставила большой спорт.

## Спортивные результаты
- Первенство России 2002 года среди молодёжи — ;
- Международный турнир по дзюдо 2003 года, Санкт-Петербург — ;
- Международный турнир по дзюдо 2003 года, Владыславово — ;
- Первенство России 2005 года среди молодёжи — ;
- Первенство России 2006 года среди молодёжи — ;
- Чемпионат России по дзюдо 2005 года — ;
- Чемпионат России по дзюдо 2006 года — ;
- Этап Кубка мира по дзюдо 2006 года, София — ;